# Marc Rovira Urien
Marc Rovira Urien (Barcelona, 1989) és un traductor i poeta català. És llicenciat en filologia catalana, filologia hispànica i teoria de la literatura per la Universitat Autònoma de Barcelona. El 2009 va guanyar el Premi Amadeu Oller amb Passejant a l'ampit d'una parpella maula, el 2014 va guanyar el XXII Premi de poesia Talúries de l'Institut d'Estudis Ilerdencs amb Els ocells de la llum i el 2018 el 41è Premi Miquel de Palol de Poesia de Girona amb Cap vespre. Actualment està traduint Poésies de Stéphane Mallarmé.

## Obra
- Passejant per l'ampit d'una parpella maula (Barcelona: Galerada, 2009). Premi Amadeu Oller.
- Els ocells de la llum (Lleida: Pagès, 2014). Premi Talúries.
- Cap vespre (Barcelona: Proa, 2019). Premi Miquel de Palol de Poesia.

## Traduccions
- Bèsties 4. Mallarmé (Barcelona: Poncianes, 2013)[2]